# Dragonero (historieta)
Dragonero es una historieta italiana fantástica del género espada y brujería, creada por los guionistas Luca Enoch y Stefano Vietti. Es publicada por la casa Sergio Bonelli Editore.
Apareció por primera vez en junio de 2007, como novela gráfica autoconclusiva, siendo la primera de la serie Romanzi a fumetti Bonelli. El éxito obtenido llevó al editor a dar vida a una serie regular de periodicidad mensual, que fue estrenada en junio de 2013, con el episodio titulado "Il sangue del drago".
En España y en México es publicado por Panini Comics.

## Argumento y personajes
El protagonista de la serie es Dragonero, cuyo verdadero nombre es Ian Aranill. Nacido al sudoeste de Awrashùre, es un Varliedàrto (es decir, miembro de la antigua casa de los Cazadores de Dragones). Se presenta come un hombre de 34 años, de pelo y ojos claros, alto y robusto. Fue un oficial imperial, pero prefirió abandonar la carrera militar y entrar en el cuerpo de los exploradores. Las autoridades imperiales le confían misiones que lo llevan a recorrer todo el Imperio y los territorios más allá de las fronteras. Tras beber accidentalmente sangre de dragón, Ian adquirió unos poderes particulares, como la capacidad de ralentizar inconscientemente el tiempo, ver objetos o personas fuera del campo de visión o conectar con criaturas sensibles no humanas. Su arma favorita es la espada Saevhasectha ("Cortadora Cruel"), heredada por su abuelo paterno; el también Varliedarto, Herion.
Ian vive en la ciudad marítima de Solian, un importante puerto comercial en el este del Imperio, que forma parte de una confederación de ciudades libres. Junto a él viven sus compañeros de aventuras: el orco Gmor Burpen, un guerrero formidable y valiente de 36 años que, pese al tradicional odio de su raza a los humanos, es el mejor amigo de Ian, y Sera, una chica elfo de 118 años (correspondientes a 20 humanos), maestra botánica.
Otros aliados de Ian son su hermana menor Myrva Aranille, de 30 años, miembro del gremio de Los Tecnócratas, una facción escindida de la antigua cofradía de los magos, y Alben el Luresindo (es decir, custodio de la luz), un mago de 86 años arisco y misógino.
Dragonero se mueve por un mundo habitado por varias razas: Humanos, Orcos, Elfos, Troles, Ghoules, Gigantes, Algentes, Enanos, etc. El Imperio de Ian es Erondàr, cuya capital, Vàlhendàrt, está situada donde el Río Blanco desemboca en el mar interior de Awrasùhre. El territorio de Erondàr es recorrido por ríos navegables y densos bosques habitados por los Elfos Silvanos y otros seres. En el este y el oeste se encuentran grandes islas y amplios archipiélagos, donde viven pueblos belicosos y piratas. En el sur hay territorios fuera del control del Imperio, con montes, marismas, desiertos, organizados en sultanatos y satrapías; aún más allá se encuentran los prósperos Reinos Sureños. En el norte el Gran Muro, patrullado por los Guardias Rojos, divide el Imperio de una tundra interminable, sede de los Reinos Oscuros de los Algentes, criaturas malignas y hostiles.

## Spin-offs
- Dragonero Adventures: serie mensual que narra las aventuras de Ian Aranill, su hermana Myrva y su amigo Gmor durante sus adolescencias. Pertenece a la línea "Young" de Bonelli, dirigida a un público más joven. Fue estrenada en noviembre de 2017.[12]
- Senzanima: serie dirigida a un público más adulto, que narra las aventuras del joven Ian Aranill, cuando se escapó de casa y se unió a una compañía de mercenarios llamados "Senzanima".[13]

## Crossovers
Dragonero ha sido protagonista de dos cruces con Zagor, en dos álbumes especiales publicados en 2015 y 2021.
Del mismo modo, en 2022 Dragonero tuvo crossover con Conan el Bárbaro, aprovechando que el personaje de Robert Ervin Howard es parte del dominio público en Europa.

## Autores

### Guionistas
Luca Enoch, Stefano Vietti, Alfredo Castelli, Gabriella Contu, Giovanni Eccher, Gabriele Panini, Mirko Perniola, Antonio Serra.

### Dibujantes
Giuseppe Matteoni, Giancarlo Alessandrini, Fabio Babich, Alessandro Bignamini, Luca Bonessi, Andrea Bormida, Alfio Buscaglia, Ivan Calcaterra, Riccardo Crosa, Cristiano Cucina, Giuseppe De Luca, Roberto Diso, Fabrizio Galliccia, Emanuele Gizzi, Gianluigi Gregorini, Gianluca Gugliotta, Riccardo Latina, Luca Malisan, Marcello Mangiantini, Alex Massacci, Manolo Morrone, Giancarlo Olivares, Gianluca Pagliarani, Antonella Platano, Salvatore Porcaro, Giacomo Pueroni, Vincenzo Riccardi, Francesco Rizzato, Antonio Sarchione, Walter Trono, Walter Venturi.

## Otros medios

### Serie Animada
RAI y Sergio Bonelli Editore anunciaron el lanzamiento de una serie animada inspirada en Dragonero Adventures la cual debutó en octubre de 2022, consistiendo en 26 episodios de 26 minutos.

### Novelas
- Stefano Vietti, Dragonero - La maledizione di Thule, collana Chrysalide, Mondadori, 2014, pp. 288, ISBN 978-88-046-4255-8.
- Luca Enoch, Dragonero - Il risveglio del Potente, collana Chrysalide, Mondadori, 2015, pp. 312, ISBN 978-88-046-5616-6.